# Irma González (luchadora)
Irma Morales Muñoz (Cuernavaca, Morelos, 20 de agosto de 1936), conocida como Irma González, es una luchadora profesional. Es considerada como una de las pioneras de la lucha libre profesional femenina en México.
Su carrera como luchadora duró más de cuarenta años, desde 1950 hasta 1990 compitiendo bajo los personajes de Flor Negra, Rosa Blanca, La Tirana, La Dama del Enfermero, La Novia del Santo, Emperatriz Azteca entre otros. Además de México, fue reconocida en Estados Unidos, Panamá, Venezuela y Japón.
Irma González fue parte de la primera generación de mujeres mexicanas que debutaron a principios de la década de 1950, en una época en la que prácticamente no se promovían luchas femeninas en México. Debutó en 1955 en Puebla. Ganó cinco veces el Campeonato Nacional Femenil de lucha libre profesional en México, dos veces el Campeonato Mundial Femenil de la extinta UWA (Asociación Universal de Lucha Libre), en Estados Unidos y en Indonesia. Irma González y su hija Irma Aguilar fueron el primer equipo en ganar el Campeonato Nacional de Parejas Femenil de México en 1990. En marzo de 2023, el Consejo Mundial de Lucha Libre (CMLL), introdujo el Torneo Copa Irma González, en homenaje a su carrera. 
Apartada de la lucha libre, en 1982 incursiono brevemente en la música y grabó dos sencillos, «Puro mandilón» y «Salgo ganando», así como un único álbum, titulado Le canta a su público.

## Biografía y carrera
Desde temprana edad, trabajó en un circo propiedad de su familia. Tras un incendio en el circo, emigró de Zacatecas a la Ciudad de México junto con sus padres, donde conoció la lucha libre profesional. La lucha libre femenil en México era casi inexistente antes de la década de 1950. Fue la vecina de Irma, que era luchadora quien la invitó a ser su compañera. Primero, la invitó a una función donde participó con tan solo 12 años motivada por la remuneración económica que recibiría, ya que tenía la fuerza y condición física debido a su formación como trapecista, contorsionista y acróbata, elementos que más tarde desarrollaría en su estilo de lucha libre.
A principios de la década de 1950, Irma Morales empezó a entrenarse como luchadora en un gimnasio en León, Guanajuato. Irma utilizó el nombre en el ring de Irma González y entrenó junto a Chabela Romero, Rossy Moreno (La Enfermera), Magdalena Caballero (La Dama Enmascarada) y Rosita Williams. El 28 de febrero de 1955, Irma González derrotó a La Dama Enmascarada en el Campeonato Nacional Femenino de México, convirtiéndose en la segunda campeona general. Su reinado duró 489 días, hasta que Rosita Williams le ganó el campeonato el 12 de junio de 1956. Irma González recuperó el campeonato en 1958, aunque los registros no indican a quién derrotó para ganar el título. Su segundo campeonato llegó a su fin cuando lo perdió ante La Dama Enmascarada el 28 de septiembre de 1958. La rivalidad entre Irma González y La Dama Enmascarada dio lugar a la primera Lucha de Apuestas decisiva en México. Irma ganó el encuentro obligando a La Dama Enmascarada a revelar su nombre real como lo exigen las reglas de la Lucha Libre, convirtiéndola en la primera mujer en hacerlo en México. Irma González tuvo una tercera victoria con el campeonato en 1959. De nuevo, los registros indican que sostuvo y defendió el campeonato, pero no contra quién luchó para ganarlo o contra quién lo perdió.
A fines de la década de 1950, se prohibió la lucha libre femenina en la Ciudad de México, relegando efectivamente a las mujeres a espectáculos menores en otros estados mexicanos. En 1961, La Dama Enmascarada se enfrentó de nuevo contra Irma González en una Lucha de Apuestas, pero esta vez ganó, obligando a González a afeitarse todo el cabello como resultado.
A principios de la década de 1960, Irma González había decidido retirarse de la lucha libre dado que su pareja le solicitó su retiro. Sin embargo, en lugar de retirarse decide continuar luchando cambiando su nombre y usando una máscara. Le solicitó permiso a El Santo para utilizar su nombre bajo un personaje en el ring llamado la Novia del Santo, con la máscara plateada característica del luchador. González obtuvo la aprobación de El Santo para usar el nombre, es la única persona que no es integrante de la familia a la que se le ha otorgado el derecho de usar el nombre de Santo. Irma González luchó como La Novia del Santo durante siete meses hasta que se casó y se retiró temporalmente. No está claro cuánto tiempo estuvo retirada, pero los registros indican que Irma González perdió el Campeonato Nacional Femenino de México ante Chabela Romero en un programa de la Empresa Mexicana de Lucha Libre (EMLL) en Guadalajara, México. También ganó la máscara de La India en una presentación en Torreón, Coahuila, México. En el show Carnaval de Campeones de la EMLL, Chabela Romero defendió con éxito el campeonato femenino contra Irma González.
Durante las décadas de 1960 y 1970, Irma González trabajó bajo distintos nombres, incluidos Flor Negra, Rosa Blanca, La Tirana, entre otros. En la década de 1970, se centró más en los espectáculos en contra de su rival, Chabela Romero, en lugar de los Campeonatos. Las dos se enfrentaron en tres encuentros separados de Lucha de Apuestas durante la década de 1970, en 1971, 1974 y 1979, donde Irma González fue campeona en todas las ocasiones.
El 25 de mayo de 1980, Irma González derrotó a la estadounidense Vicky Williams para ganar el Campeonato Mundial Femenino de la Asociación Universal de Lucha Libre por primera vez. Su victoria duró 133 días, hasta el 5 de octubre del mismo año, cuando Williams recuperó el campeonato. En algún momento de 1980, Irma González ganó nuevamente el Campeonato Nacional Femenino de México, pero lo pierde después en contra de Rossy Moreno. En 1981, Irma González ganó la máscara de Martha la Sarapera y siguió ganando el cabello de Martha en 1982. Ese mismo año, Irma derrotó a La Mujer X en un espectáculo regional en Xalapa, Veracruz para desenmascararla. También ganó el Campeonato Mundial Femenino de la UWA por segunda vez, derrotando a Lola González el 27 de agosto de 1982. Su reinado de 210 días terminó el 25 de mayo de 1983, cuando Lola González recuperó el campeonato.
Los registros indican que Irma González volvió a celebrar el Campeonato Nacional Femenino de México en 1986, pero los detalles son escasos. Más tarde en ese mismo año, la lucha libre femenina se volvió a permitir en la Ciudad de México, lo que trajo a Irma González y otras luchadoras de regreso a la capital del México.
En agosto de 1990, Irma González y su hija Irma Aguilar fueron el primer equipo en ganar el Campeonato Nacional de Parejas Femenil de México, derrotando a Neftalí y Satanakia en la final del torneo. La dupla madre/hija mantuvo el campeonato durante 497 días, hasta el 20 de diciembre de 1991, cuando el equipo de Martha Villalobos y Pantera Sureña las derrotó.
En 1995, a los 59 años, Irma González, Irma Aguilar y La Sirenita compitieron en el primer partido de Triplemanía III-A, el mayor espectáculo del año de AAA, perdiendo ante La Nazi, Martha Villalobos y Neftalí. Su último combate confirmado tuvo lugar el 13 de abril de 1996, en un espectáculo del Promo Azteca en la Ciudad de México. Se asoció con su hija para derrotar a La Chola y La Rebelde. Se retiró debido a sus múltiples lesiones que le afectaron a sus rodillas y se dedicó a entrenar a las nuevas generaciones de la de lucha libre.
En una ceremonia realizada el 18 de marzo de 2023, se convirtió en la primera luchadora en se homenajeada por el Consejo Mundial de Lucha Libre (CMLL), esto con el primer Torneo Copa Irma González, mismo que ganó Princesa Sugehit.

## Otros medios
En las décadas de 1960 y 1970 actuó en las películas mexicanas: Las luchadoras contra el médico asesino (1963), Las luchadoras contra la momia (1964) y Los hermanos del viento (1977). Además, en 1984 incursionó en la música como compositora e intérprete de canciones, las más recordadas son sus sencillos titulados La Campeona y Puro Mandilón.
En 2006 participó en el documental Irma González: Madre de todas las reinas, el cual realiza una aproximación histórica de su vida como ícono cultural y figura emblemática de la lucha libre femenil, aborda su trayectoria como luchadora sobrellevando dos luchas: la de su carrera y la de su vida personal. El documental fue presentado a nivel nacional en el Festival Internacional de Cine de Morelia en 2006, y a nivel internacional en el Festival Internacional de películas independientes Black Movie, festival de films des autres mondes en 2007.

## Campeonatos y logros

### Lucha libre profesional
- Empresa Mexicana de Lucha Libre
  - Campeonato Nacional Femenil (5 veces)[9][13]
  - Campeonato Nacional Femenil de Parejas (1 vez, inaugural) – con Irma Aguilar[20]

- Asociación Universal de Lucha Libre
  - UWA Campeonato Femenil Mundial (2 veces)[18]

- Otros
  - Campeonato Femenil Mundial (Estados Unidos) (1 vez)[17]
  - Campeonato Femenil Mundial (Indonesia) (1 vez)[17]

### Otros reconocimientos
- Reconocimiento Internacional por el excelente mérito deportivo. Senado de la República, World Knowledge Summit México, Colegio Internacional de Profesionistas y la Cámara de Diputados, 2020[30]
- Homenaje a Irma González, Furia de Titanes y Faro Aragón, 2018[31]
- Homenaje por la Asociación de Luchadores Independientes, 2012[32]
- Torneo Copa Irma González, Consejo Mundial de Lucha Libre (CMLL), 2023.[24]

## Discografía

### Álbumes
| Año  | Título                | Discográfica |
| 1982 | Le canta a su público | Discos Gabal |

### Sencillos
| Año  | Título                        | Discográfica |
| 1982 | Puro mandilón / Salgo ganando | Gabal        |

## Luchas de apuestas
| Ganador (apuesta)               | Perdedor (apuesta)             | Ubicación                   | Evento                | Fecha                 | notas  |
| ------------------------------- | ------------------------------ | --------------------------- | --------------------- | --------------------- | ------ |
| Irma González (cabellera)       | La Dama Enmascarada (máscara)  | Torreón, Coahuila           | N / A                 | 5 de octubre de 1958  | [ 12 ] |
| La Dama Enmascarada (cabellera) | Irma González (cabellera)      | Guadalajara jalisco         | N / A                 | 22 de enero de 1961   | [ 12 ] |
| Irma González (cabellera)       | La India (máscara)             | Torreón, Coahuila           | N / A                 | 18 de agosto de 1963  | [ 17 ] |
| Chabela Romero (cabellera)      | Irma González (cabellera)      | Panamá                      | N / A                 | N / A                 | [ 17 ] |
| Irma González (cabellera)       | Chabela Romero (cabellera)     | Torreón, Coahuila           | N / A                 | 20 de junio de 1971   | [ 17 ] |
| Irma González (cabellera)       | Charito Silva (cabellera)      | Xalapa, Veracruz            | N / A                 | 1972                  | [ 17 ] |
| Irma González (cabellera)       | Chabela Romero (cabellera)     | Pachuca, Hidalgo            | N / A                 | 16 de enero de 1974   | [ 17 ] |
| Irma González (cabellera)       | Chela Salazar (cabellera)      | N / A                       | espectáculo de la UWA | 1977                  | [ 17 ] |
| Irma González (cabellera)       | Chabela Romero (cabellera)     | Naucalpan, Estado de México | espectáculo de la UWA | 25 de febrero de 1979 | [ 17 ] |
| Irma González (cabellera)       | Martha La Sarapera (cabellera) | N / A                       | N / A                 | 1981                  | [ 17 ] |
| Irma González (cabellera)       | Martha La Saraphea (cabellera) | Monterrey, Baja California  | N / A                 | 1982                  | [ 17 ] |
| Irma González (cabellera)       | La Mujer X (máscara)           | Xalapa, Veracruz            | N / A                 | 1982                  | [ 17 ] |
| Irma González (cabellera)       | La Rebelde (máscara)           | Cuchillo, México            | N / A                 | 1992                  | [ 17 ] |